# Quenta Silmarillion
Quenta Silmarillion je jádrem a nejrozsáhlejší částí knihy Johna Ronalda Reuela Tolkiena Silmarillion. Pojednává o raných dějinách světa a především elfů a jejich válce s Melkorem o zářící klenoty silmarily, po nichž nese tento oddíl i celá kniha jméno. Quenta Silmarillion je elfský název, přeložitelný jako Zpěv o silmarilech.

## Příběh

### Počátek Ardy a elfů
Když Valar přišli do Ardy, byla země pustá a beztvará. Prvním jejich činem proto bylo vytvoření symetrického kontinentu, Středozemě, který chtěli zvelebovat svou další prací; na nejzazším západě pak byla vytvořena země Aman. Než však stihli Valar Ardu plně dotvořit, ohrozil jejich dílo Melkor. Jak se vypráví již v Ainulindale, Melkor zatoužil po vlastním stvoření, nezávislém na Ilúvatarovi, a proto hodně pobýval v Prázdnu, aby tam nalezl zdroj bytí. Během Hudby se snažil do ní vnést svá vlastní témata, byl však Ilúvatarem napomenut. Z toho v něm vznikl hněv proti Ilúvatarovi, ostatním Valar a především Ilúvatarovým dětem, myslícím bytostem, jejichž příchod na Ardu byl v Hudbě předpovězen. A tak i Melkor sestoupil na svět, neboť si chtěl vybudovat vlastní panství, v němž by mu jiné bytosti říkali Pane, a zamýšlel celou zemi jen pro sebe. Ostatním Valar se proto od počátku pletl do jejich práce a snažil se ji přizpůsobit vlastním představám. Přes Melkorovo ničení se podařilo Valar nakonec zemi vytvořit v podobě přijatelné pro příchod Ilúvatarových dětí. Protože dosud Středozem dlela ve tmě, vytvořili Valar dvě Lampy, které zavěsili na okrajích Středozemě. Sami se pak usadili na ostrově Almarenu na Velkém jezeře uprostřed Středozemě, kde se světlo obou Lamp mísilo. Melkor však neustával v myšlenkách na překažení díla Valar, žárlil na jejich dílo. Tajně si proto na severu Středozemě pod zemí vybudoval podzemní opevněné sídlo Utumno. Odtud zasadil Valar první ránu – neboť v té době ještě Sauron (Mairon) bydlil v Almarenu a předával Melkorovi všechny činy Valar, nepostřehnut Valar, že je zrádcem – rozbil Lampy osvětlující Středozem. Sídlo Valar na Almarenu bylo také zničeno, proto Valar přesídlili do Amanu, kde vybudovali novou říši Valinor (i tam odešel Sauron jako náčelník Melkorových špehů)a kde za zpěvu Yavanny vyrostly dva Stromy světla, osvětlující celý Valinor; ve Středozemi však byla tma.
V tom čase Aulë tolik toužil po příchodu Ilúvatarových dětí, aby měl žáky, které by mohl učit svým dovednostem, že nechtěl čekat na uskutečnění Ilúvatarových plánů a sám se rozhodl je stvořit. Vytvořil tajně Sedm otců trpaslíků a učinil je silné, neboť chtěl, aby byli schopni odolat Melkorově moci, mezi nimi se později stal nejznámější Durin. Ilúvatar se však o Aulëho díle dozvěděl a nařídil mu je uspat do doby, než přijdou na svět předpovězení elfové a lidé.
Mezitím panovala ve Středozemi tma a Melkor v ní rozšiřoval svou moc. Do Utumna shromažďoval Maiar, kteří mu byli ochotni sloužit, z nich nejstrašnější byli balrogové. Vybudoval také další pevnost a zbrojnici Angband a té velel jeho pobočník Sauron, který s konečnou platností opustil Aman a přešel na Melkorovu stranu. Valar cítili, že se blíží doba probuzení prvních Ilúvatarových dětí, proto aby zmírnili tmu Středozemě, Varda na nebe umístila hvězdy. Právě když hvězdy začaly svítit, na východě Středozemě, u jezera Cuiviénenu se probudili elfové, Prvorození, Ilúvatarovy první děti. Byli nejkrásnější z tvorů na zemi, nejmoudřejší a nesmrtelní, mohli zemřít pouze násilnou smrtí nebo se utrápit žalem. První si jejich probuzení všiml Melkor a vysílal své služebníky, aby je sledovali a přepadali. Ty, které polapil, ve své pevnosti uvěznil a dlouhým mučením z nich vytvořil skřety, ohavnou karikaturu elfů. Skřeti svému pánovi sloužili ze strachu, ale v hloubi duše ho nenáviděli, protože byl původcem jejich bídy. Také Valar brzy zaznamenali probuzení elfů, byli však znepokojeni Melkorovým počínáním. Proto s vojskem oblehli a dobyli Utumno, Melkora zajali a uvěznili v Mandosu. Saurona a jiné, například balrogy, ale nenašli. Valar toužili po elfí přítomnosti, proto jim navrhli, aby odešli k nim. Ne všichni elfové však souhlasili a z těch, kteří se vydali na cestu, ne všichni cestu dokončili. Elfové se tak rozdělili na ty, kteří ve Středozemi zůstali a ty, kteří poznali blažené země Valar, kde pro ně byl vybudován ostrov Eldamar. Mnozí elfové zůstali na nejzazším západě Středozemě, pojmenovaném Beleriand, mezi nimi Thingol, jenž se oženil s Melian z Maiar a vybudoval nejmocnější elfí království ve Středozemi. V Angbandu mezitím tajně Sauron spravoval pevnost a dále zvětšoval Angbandskou moc, dokud se Melkor nevrátí.
V Zemích neumírajících elfové rychle rostli v učenosti, obratnosti a poznání a vytvořili mnoho nových věcí, mezi jinými písmo. Nejobratnější z elfů byl Fëanor, který objevil výrobu klenotů. Vytvořil mnohé drahokamy, také palantíry, Vidoucí kameny, které mezi sebou umožňovaly spojení na dálku, jeho největším dílem však byly tři silmarily, klenoty, do nichž Fëanor uvěznil světlo dvou valinorských Stromů světla.
Tehdy uplynula lhůta Melkorova zajetí a Melkor byl přiveden k soudu. Spatřil rozkvět elfů a začal je nenávidět, protože je považoval za příčinu svého zajetí, spatřil také Fëanorovy klenoty a zatoužil po nich. Navenek však svých činů litoval a prosil o odpuštění, toho se mu také dostalo. Zpočátku pomáhal elfům, aby si získal jejich důvěru, ve skutečnosti však mezi nimi zaséval pomluvy chtěje rozbít přátelství Valar a elfů; elfové také na jeho radu začali vyrábět zbraně.

### Válka o silmarily
Zanedlouho Melkor uprchl z Valinoru a spojil se s Ungoliantou, zlým duchem v podobě velké pavoučice. S její pomocí se dostal nepozorovaně do Valinoru a porazil Stromy světla. Valinor se ocitl ve tmě a světlo stromů zůstalo zachováno jen ve Fëanorových silmarilech. Yavanna jej proto o ně požádala, aby s pomocí jejich mohla stromům vrátit život. Fëanor však pod vlivem Melkorových dřívějších lží, že jej Valar chtějí o silmarily připravit, odmítl. To ještě nevěděl, že cestou z Valinoru Melkor rozbořil pevnost Formenos, zabil Finweho, Fëanorova otce, ukradl silmarily a odnesl je do Středozemě, kde si je vsadil do koruny a sebe prohlásil za krále světa. Fëanor Melkora proklel a nazval ho Morgothem, se svými syny pak přísahal, že budou navěky pronásledovat každého, kde by jim silmarily chtěl odepřít; Fëanor pak přemluvil mnoho elfů k odchodu do Středozemě, pryč od Valar a při tom odchodu propukly mezi elfy spory, které vedly až k vzájemnému zabíjení.
Yavanna se pokoušela marně oživit Stromy světla, nakonec na jednom vyrašil stříbrný květ, na druhém zlatý plod. Valar je vzali, vytvořili pro ně nádoby a předali je Vardě, která je umístila na nebe, po němž měly putovat a osvěcovat jako Slunce a Měsíc Zemi. Valar totiž chtěli omezit Melkorovu moc nad Středozemí, věděli také, že se blíží příchod mladších Ilúvatarových dětí, lidí.
Lidé se probudili na východě Středozemě, když se rozsvítilo Slunce. Bylo to v době, kdy byla Melkorova moc omezena, takže lidé se rychle rozšířili po celé Středozemi. S elfy se naučili žít v přátelství a přebírali od nich mnoho vědění. Ačkoli byli Melkorem ohrožování stejně, jen nemnoho se jich zapojilo do pozdějších válek elfů s ním, mnoho lidí naopak pro svou větší slabost upadlo pod jeho moc. Melkor zprvu lidem nevěnoval mnoho pozornosti, neboť jich bylo málo a nebyli silní, mezi nimi ale zasel pomluvy, že elfové nechtějí lidi nechat volně žít ve Středozemi a naopak si je chtějí podřídit, a tak dosáhl toho, že se lidé a elfové navzájem odcizili. Lidé dostali od Ilúvatara na rozdíl od elfů zvláštní dar – jejich život byl omezen na určitou dobu a po jejím skončení odcházeli ze světa. Elfové, které dlouhé žití nakonec mnohdy velice tížilo, hleděli na tento lidský dar s jistou závistí, Melkor se svými služebníky však v lidech zaseli zlo a lidé se smrti začali bát a považovali ji za prokletí.
Vzápětí poté, co elfové vedení Fëanorem dorazili na západní pobřeží Středozemě, Melkor proti nim poslal vojsko. Tomu se nepodařilo je zničit, v boji však zahynul sám Fëanor. Elfové byli zprvu vlivem událostí před odchodem z Valinoru rozděleni, brzy se však sjednotili a jejich vojska střežila sever, aby Melkor nemohl ničit ve Středozemi. Následovalo dlouhé období míru. V tom čase valinorští elfové vybudovali ve Středozemi dvě velká města, Nargothrond a ve skrytém údolí na severu Gondolin. Melkor se čas od času pokoušel elfy překvapit, vždy však byla jeho skřetí vojska zahnána. Proto ve svém sídle vytvořil prvního draka, i ten však pro svou nezkušenost byl zahnán zpět.
Po dlouhé době míru nashromáždil Melkor spoustu síly a v neočekávaný okamžik svým vojskem, v němž byli skřeti, drak a balrogové, zaútočil na elfské a lidské síly střežící jeho sídlo Thangorodrim. Obklíčení Thangorodrim bylo prolomeno a elfové a lidé utrpěli mnoho ztrát. Po několika měsících nápor Melkorových vojsk zeslábl, ale válka ve Středozemi už nikdy neutichla. Jednoho z elfů, Fingolfina, nevlastního bratra Fëanorova, Melkorův útok tak rozhněval, že sám na koni přijel k jeho sídlu a vyzval jej na osobní souboj. Melkor nerad přijal a naposledy během válek o silmarily opustil svou pevnost. Fingolfina po dlouhém boji zahubil, ale sám od něj utrpěl těžké rány.

### O Berenovi a Lúthien
Příběh o lásce Berena a Lúthien je nejrozvinutější a nejkrásnější příběh Silmarillionu. Beren byl člověk, syn Barahira, jednoho z lidí, kteří se připojili k elfům v boji proti Melkorovi. Barahir byl na útěku před Melkorovými služebníky zabit a Beren se sám toulal několik let po krajině. Na svém bloudění dorazil do elfího Thingolova království Doriathu a tam spatřil na palouku v lese tančit Thingolovu dceru Lúthien, nejkrásnější bytost, jaká kdy na zemi žila. Ihned se do ní zamiloval a ona do něj. Jistý čas se scházeli tajně, neboť Thingol lidmi pohrdal a se stykem Berena s Lúthien by nesouhlasil. Přesto se k němu jejich schůzky donesly a Beren musel Thingolovi vysvětlovat, co dělá v jeho říši. Thingol by nejraději Berena zabil, ale přísahal Lúthien, že tak neučiní. Slíbil mu tedy svou dceru, pokud mu donese jeden Silmaril z Melkorovy koruny. Beren úkol přijal a odešel na sever.
S pomocí zakladatele Nargothrondu Finroda Felagunda a spolu s ním pronikl ve skřetím přestrojení blízko k Melkorovu sídlu, odhalil je však jeho služebník Sauron a uvrhl do vězení. V tom okamžiku padla na Lúthien úzkost. Od Melian, své matky, se dozvěděla, že je Beren ve vězení a navzdory odporu otce se vydala za Berenem. Po cestě narazila na vlkodava Húana a na jeho hřbetě dorazila k Sauronovu sídlu, kde byl vězněn Beren (Finrod již byl mrtev). Sauron chtěl Lúthien zajmout a předat ji Melkorovi, proměnil se proto v hrozného vlka. Toho však Húan porazil, Sauron prchl a Lúthien osvobodila Berena z vězení. Oba pak na čas pobývali spolu, toulali se spolu po krajině, až došli do Doriathu. Tam Beren Lúthien zanechal a vydal se opět za svým úkolem. Lúthien se nicméně vydala za ním, když se setkali, dala oběma přízračné podoby a tak dorazili k Angbandu, Melkorovu sídlu. Lúthieninou mocí prošli branou a vstoupili do sálu k Melkorovu trůnu. Melkor po ní zatoužil a proto ji hned nezahubil. Lúthien se nabídla, že mu zazpívá. Začala zpívat a Melkora uspala. Přitom mu spadla koruna z hlavy a Beren z ní vyřízl jeden silmaril. Oba pak prchali z Angbandu. Při útěku je zaskočil Melkorův vlk, Beren se jej pokoušel zastavit silmarilem, vlk jej však sežral i s Berenovým zápěstím. Před Melkorovými služebníky je pak zachránili orli a odnesli do Doriathu. Do Doriathu směřoval také vlk, kterého silmaril v útrobách doháněl k šílenství. Na vlka byl uspořádán hon, byl zabit, silmaril z něj byl vyňat a Beren jej předal Thingolovi, který následně souhlasil s jeho sňatkem s Lúthien. Beren byl na lovu těžce raněn a zraněním podlehl. I Lúthien opustila své tělo a odešla do Mandosu. Tam před Námem zazpívala smutnou píseň a dojala ho, takže oběma bylo dovoleno vrátit se do Středozemě, kde ještě jistý čas spolu žili stranou elfů i lidí. Oba nakonec umřeli, Beren, ale i Lúthien, která tak byla jedinou z elfů, jenž doopravdy umřel. Předtím však dali život několika dětem, které měly zasáhnout do osudů světa.

### Konec války o silmarily
Čin Berena a Lúthien povzbudil elfy, neboť viděli, že Melkor není nenapadnutelný, a přes sváry mezi sebou (Fëanorovi synové požadovali vydání silmarilu, což ovšem Thingol odmítl) zaútočili na Melkorovo sídlo Angband.
Melkor vrhl proti elfům, s nimiž bojovali i trpaslíci a lidé, svá vojska, přesto se vítězství klonilo na stranu jeho protivníků. Do boje však na Melkorově straně zasáhli někteří lidé, které Melkor svedl k sobě, a tak nakonec zvítězil; zabit byl i Fingon kralující elfům ve Středozemi. Za čas vyslal Melkor další vojsko a to přepadlo a vyplenilo Nargothrond.
Všechny poklady však nepadly do rukou skřetů, zůstal tam nepovšimnut Nauglamír, nádherný náhrdelník vyrobený trpaslíky, který se zanedlouho po jednom lidském bojovníkovi dostal k doriathskému králi Thingolovi. Tomu se náhrdelník zalíbil a zatoužil do něj vsadit svůj silmaril. Touto prací pověřil trpaslíky, i oni však po silmarilu zatoužili; proto když byla jejich práce hotova, vznesli nárok na náhrdelník i se silmarilem pod záminkou, že Nauglamír je stará trpasličí práce. Thingol pohrdlivě odmítl a trpaslíci jej zavraždili a silmaril si vzali a prchali pryč. Byli však pronásledováni a mnozí pobiti; silmaril jim byl odňat. Přeživší mezi ostatními trpaslíky rozšířili lživou fámu, že Thingol dal pobít všechny trpaslíky ve své říši. Trpaslíci proto shromáždili ohromné vojsko, vpadli do Doriathu, vyplenili ho a silmaril opět ukořistili. Tou dobou ještě žil v Beleriandu Beren s Lúthien a jejich synem Diorem. Beren se doslechl o událostech a spolu s Diorem se vydal proti trpasličímu vojsku. Silmaril opět přišel k němu a nosila jej Lúthien. Dior se stal Thingolovým nástupcem a usadil se v Doriathu. Za nedlouhý čas Beren s Lúthien umřeli a navždy opustili Středozemi; silmaril nyní připadl Diorovi. Fëanorovi synové se o silmarilu dozvěděli a požádali Diora o něj. Dior odmítl, vtrhli proto ozbrojeni do jeho království a nastalo již druhé zabíjení elfů mezi sebou. Doriath byl zcela zpustošen, zabit byl i sám Dior, Fëanorovi synové však nezískali silmaril, neboť část obyvatel Doriathu před nimi uprchla, s nimi i Diorova dcera Elwing se silmarilem.
V době pádu Doriathu se konečně Melkor dozvěděl, kde se nachází skryté město Gondolin, poslední elfská říše ve Středozemi, kterou ještě nezničil. Ulmo proto vyslal člověka Tuora, aby varoval gondolinského krále Turgona a vyzval ho k odchodu jeho lidu k moři. Tuor se dostal do Gondolinu a Turgon jej vyslechl, Ulmovu radu však neuposlechl; Tuorovi nicméně dovolil zůstat v Gondolinu. Během krátké doby se Tuor zamiloval do Turgonovy dcery Idril a ona do něj. Tuor si získal královu důvěru a ten proto souhlasil s jejich sňatkem. Tak došlo k druhému spojení elfů a lidí – z něj vzešel syn Eärendil, zvaný Půlelf. Několik let se Melkor připravoval na úder Gondolinu. Nakonec shromáždil vojsko, v jehož čele letěli draci, a napadl Gondolin. Město nemohlo Melkorovu vojsku vzdorovat a padlo. Většina gongolinských elfů padla, Tuorovi se nicméně zdařilo vyvést Idril, syna Eärendila a část elfů z města a prchl s nimi k moři do téže krajiny, kam dříve odešla i Diorova dcera Elwing. Tam se seznámili a uzavřeli sňatek, jehož plody byli Půlelfové Elrond a Elros. V té době již Tuor byl starý, postavil proto loď a vydal se přes moře na západ. Doplul k Valinoru a byl tam přijat jako jediný člověk mezi elfy.
Po pádu Gondolinu byla moc elfů ve Středozemi v troskách a Melkorovi již nikdo nevzdoroval. Eärendil se proto rozhodl postavit loď a vydat se na západ hledat Valinor a pomoc pro Středozem; hodně času trávil proto na moři. V tom čase se Fëanorovi synové rozhodli opět usilovat o silmaril. Vpadli na mořské pobřeží a tehdy nastalo třetí a poslední zabíjení elfů mezi sebou. Elwing se však nechtěla pro památku Berena, Lúthien a Diora silmarilu vzdát a raději s ním skočila do moře. Ale Ulmo ji vyzvedl z vln a dal jí podobu bílého ptáka se silmarilem na prsou. V této podobě letěla na Eärendilovu loď, kde se vrátila ke staré podobě. Eärendil rovnou zamířil do západních moří a díky moci silmarilu proplul kouzly, jež od dob Melkorovy krádeže silmarilů skrývaly Valinor před obyvateli Středozemě, a přistál u valinorských břehů. Eärendil jako jediný člověk vstoupil na půdu zemí neumírajících, předstoupil před Valar a prosil o odpuštění pro elfy, kteří odešli z Valinoru a za lidi, kteří s elfy vzdorovali Melkorovi.
Eärendilovi ani Elwing již Valar nedovolili vrátit se do Středozemě a dali jim možnost volby, zda chtějí být počítáni mezi elfy nebo lidi, a stejná volba byla nabídnuta i jejich dětem a jejich dalším potomkům. Eärendilova loď byla vyzdvižena na nebesa a Eärendil za kormidlem s ní a silmarilem dostal za úkol proplouvat nebeskou klenbou. Eärendilovu prosbu Valar vyslyšeli. S velkým vojskem vpochodovali do Středozemě a utkali se s Melkorovými silami. Třebaže byla Melkorova síla velká, byl poražen, téměř všichni jeho balrogové a draci byli vyhubeni. Melkorovy pevnosti byly pobořeny, Valar sestoupili pod zem a Melkora zajali. Zbývající dva klenoty mu byly odebrány. Hnáni dávnou přísahou se však o klenoty opět přihlásili dva zbývající Fëanorovi synové, Valar je nicméně odmítli vydat. Maedhros s Maglorem tedy silmarily ukradli a prchli pryč. Silmarily je však pálily, Maedhros se proto se svým vrhl do ohnivé propasti a silmaril tak přišel do země, Maglor ho hodil do moře, kde nalezl nový domov. Klenoty tak nemohly být opět shromážděny, aniž by musela být země rozbita.
Porážka Melkora a konec války o silmarily znamenaly velkou změnu pro Středozem a elfy. Válečná zuřivost obou stran byla tak velká, že narušila samu zemi, téměř celý Beleriand se potopil do moře a Mlžné hory, které jej ohraničovaly na východě, nyní tvořily západní okraj Středozemě. Mnoho elfů již nevidělo důvod setrvávat ve Středozemi a vracelo se zpět na západ. Ne všichni však chtěli Středozem opustit – byl mezi nimi Círdan, stavitel lodí, který se usadil v nově vybudovaných přístavech na novém západním pobřeží, zůstal také Gil-galad, který se po Diorově smrti stal králem elfů ve Středozemi, rovněž Eärendilův syn Elrond, který si zvolil osud elfů, a jeho bratr Elros, který naopak zvolil úděl lidí, zůstal také Thingolův příbuzný Celeborn s manželkou Galadriel. Melkora vystrčili ven za hradby Ardy do bezčasého prázdna a přes střežené hradby a bdělost Eärendila se nemůže vrátit zpět. Přesto však ve světě zůstalo mnoho jeho služebníků, mezi jinými i jeho pobočník Sauron, kterého se nepodařilo nalézt. Ani skřeti, i když byli silně oslabeni, nebyli zcela vyhubeni. Mimoto ve světě dál působily lži a zlo, které Melkor mezi obyvatele Středozemě vnesl.
Porážkou Melkora skončil První věk Středozemě a započal věk Druhý, o němž již Quenta Silmarillion nevypráví.